# Fred Rutten
Fredericus Jacobus Rutten – detto Fred – (Wijchen, 5 dicembre 1962) è un allenatore di calcio, dirigente sportivo ed ex calciatore olandese.

## Carriera
Gioca con il Twente dal 1979 al 1992. Ricopre poi al Twente i ruoli di vice-allenatore, allenatore e direttore tecnico e al PSV quelli di allenatore della squadra giovanile e vice-allenatore. Dopo una seconda esperienza come direttore tecnico e allenatore del Twente, nell'estate 2008 diventa l'allenatore dello Schalke 04, ma il 26 marzo 2009 è esonerato con effetto immediato, a seguito di risultati insoddisfacenti.
Tornato al PSV con un contratto triennale per allenare la prima squadra in sostituzione di Huub Stevens, il 27 gennaio 2010 chiude con 39 risultati utili consecutivi una striscia da record in Eredivisie, dopo che il 27 novembre precedente è arrivato a quota 32 partite di fila senza sconfitte, eguagliando il primato stabilito dal PSV allenato da Kees Rijvers nel 1974-1975. Conclude le sue prime due stagioni due volte al 3º posto, non confermando i successi ottenuti sulla panchina dei biancorossi da Guus Hiddink e Ronald Koeman. Il 12 marzo 2012, dopo aver rimediato tre sconfitte consecutive contro Twente (2-6), Valencia in Europa League (4-2) e NAC Breda (3-1), è sollevato dall'incarico e sostituito dal suo vice Phillip Cocu. Il PSV scivola a quattro punti dalla capolista di Eredivisie, l'AZ Alkmaar, e Rutten, che ha già annunciato di voler abbandonare la squadra alla fine della stagione, paga il prezzo di un'iniziativa definita "inevitabile" dalla società.
Per la stagione 2012-2013 è chiamato dal Vitesse per sostituire John van den Brom, passato all'Anderlecht. Dopo aver portato la squadra al 4º posto in Eredivisie, rifiuta il prolungamento di contratto.
Nel 2014-2015 allena il Feyenoord, ma già il 23 marzo 2015 viene annunciato Giovanni van Bronckhorst come suo successore. Il 18 maggio 2015, in seguito alla sconfitta contro il PEC Zwolle per 3-0 e lo scivolamento al 4º posto in classifica, si dimette.
Dopo la breve esperienza saudita all'Al-Shabab (dal maggio 2016 al gennaio 2017), nel 2018 si accorda con gli israeliani del Maccabi Haifa, dove rimane qualche mese. Il 6 gennaio 2019 firma per i belgi dell'Anderlecht, ma è esonerato già il 16 aprile, dopo 13 partite.
Dopo esserne stato il vice da inizio stagione, il 24 maggio 2023 sostituisce Ruud van Nistelrooij sulla panchina del PSV per l'ultima partita di campionato difendendo il secondo posto con la vittoria contro l’AZ Alkmaar.

## Statistiche

### Statistiche da allenatore
Statistiche aggiornate al 4 febbraio 2025. In grassetto le competizioni vinte.
| Stagione             | Squadra              | Campionato           | Campionato | Campionato | Campionato | Campionato | Coppe nazionali | Coppe nazionali | Coppe nazionali | Coppe nazionali | Coppe nazionali | Coppe continentali | Coppe continentali | Coppe continentali | Coppe continentali | Coppe continentali | Altre coppe | Altre coppe | Altre coppe | Altre coppe | Altre coppe | Totale | Totale | Totale | Totale | % Vittorie | Piazzamento      |
| Stagione             | Squadra              | Comp                 | G          | V          | N          | P          | Comp            | G               | V               | N               | P               | Comp               | G                  | V                  | N                  | P                  | Comp        | G           | V           | N           | P           | G      | V      | N      | P      | %          | Piazzamento      |
| -------------------- | -------------------- | -------------------- | ---------- | ---------- | ---------- | ---------- | --------------- | --------------- | --------------- | --------------- | --------------- | ------------------ | ------------------ | ------------------ | ------------------ | ------------------ | ----------- | ----------- | ----------- | ----------- | ----------- | ------ | ------ | ------ | ------ | ---------- | ---------------- |
| nov.-dic. 1995       | Twente               | ED                   | 5          | 3          | 1          | 1          | CO              | -               | -               | -               | -               | -                  | -                  | -                  | -                  | -                  | -           | -           | -           | -           | -           | 23     | 11     | 4      | 8      | 47,83      | Interim          |
| set. 1999-2000       | Twente               | ED                   | 31         | 15         | 11         | 5          | CO              | 2               | 1               | 0               | 1               | -                  | -                  | -                  | -                  | -                  | -           | -           | -           | -           | -           | 33     | 16     | 11     | 6      | 48,48      | Sub. 6°          |
| 2000-2001            | Twente               | ED                   | 34         | 10         | 11         | 13         | CO              | 9               | 6               | 3               | 0               | -                  | -                  | -                  | -                  | -                  | -           | -           | -           | -           | -           | 43     | 16     | 14     | 13     | 37,21      | 11°              |
| 2006-2007            | Twente               | ED                   | 34+2       | 19         | 9+1        | 6+1        | CO              | 3               | 2               | 0               | 1               | Int+CU             | 2+2                | 1+0                | 0+1                | 1+1                | -           | -           | -           | -           | -           | 43     | 22     | 11     | 10     | 51,16      | 4°               |
| 2007-2008            | Twente               | ED                   | 34+4       | 17+3       | 11+1       | 6+0        | CO              | 1               | 0               | 0               | 1               | CU                 | 2                  | 1                  | 0                  | 1                  | -           | -           | -           | -           | -           | 41     | 21     | 12     | 8      | 51,22      | 4°               |
| Totale Twente        | Totale Twente        | Totale Twente        | 144        | 67         | 45         | 32         |                 | 15              | 9               | 3               | 3               |                    | 6                  | 2                  | 1                  | 3                  |             | -           | -           | -           | -           | 165    | 78     | 49     | 38     | 47,27      |                  |
| 2008-mar. 2009       | Schalke 04           | BL                   | 25         | 10         | 7          | 8          | CG              | 4               | 3               | 0               | 1               | UCL+CU             | 2+6                | 1+2                | 0+2                | 1+2                | -           | -           | -           | -           | -           | 37     | 16     | 9      | 12     | 43,24      | Eson.            |
| 2009-2010            | PSV                  | ED                   | 34         | 23         | 9          | 2          | CO              | 4               | 3               | 0               | 1               | UEL                | 12                 | 9                  | 2                  | 1                  | -           | -           | -           | -           | -           | 50     | 35     | 11     | 4      | 70,00      | 3°               |
| 2010-2011            | PSV                  | ED                   | 34         | 20         | 9          | 5          | CO              | 4               | 3               | 1               | 0               | UEL                | 14                 | 7                  | 5                  | 2                  | -           | -           | -           | -           | -           | 52     | 30     | 15     | 7      | 57,69      | 3°               |
| 2011-mar. 2012       | PSV                  | ED                   | 25         | 14         | 6          | 5          | CO              | 4               | 4               | 0               | 0               | UEL                | 11                 | 8                  | 2                  | 1                  | -           | -           | -           | -           | -           | 40     | 26     | 8      | 6      | 65,00      | Eson.            |
| 2012-2013            | Vitesse              | ED                   | 34         | 19         | 7          | 8          | CO              | 4               | 3               | 0               | 1               | UEL                | 4                  | 1                  | 1                  | 2                  | -           | -           | -           | -           | -           | 42     | 23     | 8      | 11     | 54,76      | 4°               |
| 2014-mag. 2015       | Feyenoord            | ED                   | 34         | 17         | 8          | 9          | CO              | 1               | 0               | 0               | 1               | UCL+UEL            | 2+10               | 0+5                | 0+2                | 2+3                | -           | -           | -           | -           | -           | 47     | 22     | 10     | 15     | 46,81      | Eson.            |
| mag. 2016-gen. 2017  | Al Shabab            | UAE                  | 15         | 5          | 6          | 4          | CEA+EC          | 1+7             | 0+4             | 0+2             | 1+1             | -                  | -                  | -                  | -                  | -                  | -           | -           | -           | -           | -           | 23     | 9      | 8      | 6      | 39,13      | Eson.            |
| gen.-mag. 2018       | Maccabi Haifa        | Lh                   | 6+7        | 1+4        | 1+1        | 4+2        | CI              | 3               | 1               | 2               | 0               | -                  | -                  | -                  | -                  | -                  | -           | -           | -           | -           | -           | 16     | 6      | 4      | 6      | 37,50      | Sub. 10°         |
| ago.-ott. 2018       | Maccabi Haifa        | Lh                   | 8          | 2          | 3          | 3          | CdL             | 6               | 2               | 3               | 1               | -                  | -                  | -                  | -                  | -                  | -           | -           | -           | -           | -           | 14     | 4      | 6      | 4      | 28,57      | Dimis.           |
| Totale Maccabi Haifa | Totale Maccabi Haifa | Totale Maccabi Haifa | 21         | 7          | 5          | 9          |                 | 9               | 3               | 5               | 1               |                    | -                  | -                  | -                  | -                  |             | -           | -           | -           | -           | 30     | 10     | 10     | 10     | 33,33      |                  |
| gen.-apr. 2019       | Anderlecht           | PL                   | 9+4        | 5+0        | 2+0        | 2+4        | CB              | -               | -               | -               | -               | -                  | -                  | -                  | -                  | -                  | -           | -           | -           | -           | -           | 13     | 5      | 2      | 6      | 38,46      | Sub. Resc. cons. |
| mag. 2023            | PSV                  | ED                   | 1          | 1          | 0          | 0          | CO              | -               | -               | -               | -               | -                  | -                  | -                  | -                  | -                  | -           | -           | -           | -           | -           | 1      | 1      | 0      | 0      | 100,00&    | Sub. 2°          |
| Totale PSV           | Totale PSV           | Totale PSV           | 94         | 58         | 24         | 12         |                 | 12              | 10              | 1               | 1               |                    | 37                 | 24                 | 9                  | 4                  |             | -           | -           | -           | -           | 143    | 92     | 34     | 17     | 64,34      |                  |
| Totale carriera      | Totale carriera      | Totale carriera      | 380        | 188        | 104        | 88         |                 | 53              | 32              | 11              | 10              |                    | 67                 | 35                 | 15                 | 17                 |             | -           | -           | -           | -           | 500    | 255    | 130    | 115    | 51,00      |                  |

## Palmarès

### Allenatore

#### Club
- Coppa dei Paesi Bassi: 1

Twente: 2000-2001

#### Individuale
- Rinus Michels Award: 1

2008